# Aleix Coch
Aleix Coch Lucena (Tarragona, 18 de octubre de 1991) es un futbolista español que juega en la posición de defensa en las filas del Algeciras C. F. de la Primera Federación.

## Trayectoria
Natural de Tarragona, se formó en las categorías inferiores del Club Gimnàstic de Tarragona y, tras pasar por su filial, el Club de Futbol Pobla de Mafumet, entre 2009 y 2012, disfrutó de dos temporadas en el primer equipo en Segunda División B. En verano de 2014 firmó por el Centre d'Esports L'Hospitalet y en la temporada 2016-17 jugó en las filas del C. F. Badalona.
En verano de 2017 fichó por el C. E. Sabadell F. C., entonces dirigido por Toni Seligrat, con el que buscaba dar el salto al fútbol profesional. Durante la temporada 2019-20 consiguieron con el ascenso a Segunda División venciendo en la última eliminatoria al F. C. Barcelona "B". En dicho partido fue uno de los jugadores más destacados, anotando el gol del empate en la salida de un córner nada más empezar la segunda mitad.
En agosto de 2020 renovó su contrato para jugar en la Segunda División. El equipo no pudo mantener la categoría y fue nombrado capitán para la temporada 2021-22. Esa fue su última campaña en el club, ya que, después de cinco años y 125 partidos, en agosto de 2022 firmó por el C. F. Fuenlabrada. Posteriormente pasó por la Cultural y Deportiva Leonesa y el Algeciras C. F.

## Clubes
| Club                         | País   | Año       |
| ---------------------------- | ------ | --------- |
| C. F. Pobla de Mafumet       | España | 2010-2012 |
| Club Gimnàstic de Tarragona  | España | 2012-2014 |
| C. E. L'Hospitalet           | España | 2014-2016 |
| C. F. Badalona               | España | 2016-2017 |
| C. E. Sabadell F. C.         | España | 2017-2022 |
| C. F. Fuenlabrada            | España | 2022-2023 |
| Cultural y Deportiva Leonesa | España | 2023-2024 |
| Algeciras C. F.              | España | 2024-     |